# Chris Lee
 Der er flere personer med dette navn, se Chris Lee (rapper).
Chris Lee er født i Charlotte, North Carolina. Efter både at have været quarterback i High School, læst filosofi på UNC og arbejdet som musikskribent på magasinerne The Wire, Tuba Frenzy og Spin dannede han i de tidlige 90'ere gruppen Pine State Boys, der hovedsageligt spillede country. Senere flyttede han til Brooklyn, New York, hvor han dannede folk-gruppen Mishagas.
Sangerens hang til mere poppede melodier passede dog ikke ind i Mishagas-lyd, hvilket førte til et brud med gruppen. I stedet fokuserede han på en solokarriere, der gav første afkast i 2000, hvor han udgav sit selvbetitlede debutalbum. Albummet var co-produceret af Sonic Youth-trommeslageren Steve Shelley, hvilket kom til udtryk via den måde den soul'ede og poppede Chris Lee flirtede med både punk og new wave.
Året efter udgav Chris Lee 'Plays and Sings Torch'd Songs, Charivari Hymns and Oriki Blue', der i 2003 blev fulgt af 'Cool Rock'. På førstnævnte album bevægede Chris Lee sig mere over mod den akustiske guitarmusik, mens der på sidstnævnte igen blev plads til elektriske udskejelser. I centrum for det hele stod dog Chris Lees varme og lettere hypnotiske stemme.

## Diskografi

### Albums
- 2003: Plays and Sings Torch'd Songs, Charivari Hymns and Oriki Blue
- 2004: Cool Rock